# Platyja ciacula
Platyja ciacula là một loài bướm đêm trong họ Noctuidae.